# 4-氨基水杨酸甲酯
4-氨基水杨酸甲酯是一种酯类有机化合物，化学式为C8H9NO3。它可由4-氨基水杨酸和甲醇在硫酸催化下反应制得。
它和4-叔丁基苯磺酰氯反应，可以得到4-(4-叔丁基苯磺酰氨基)水杨酸甲酯。